# Чопская городская община
Чопская городская общи́на (укр. Чопська міська громада) — территориальная община в Ужгородском районе Закарпатской области Украины.
Административный центр — город Чоп.
Население составляет 15 605 человек. Площадь — 85,2 км².

## Населённые пункты
В состав общины входит 1 город (Чоп) и 7 сёл:
- Есень
- Соловка
- Петровка
- Соломоново
- Тисаашвань
- Тисауйфалу
- Червоное